# Лагуна (издавачка кућа)
Издавачка кућа Лагуна основана је у Београду 1998. године. Једна је од највећих издавачких кућа у Србији која објављује близу 400 нових наслова годишње. Од настанка је објавила преко 4.500 наслова.

## Историја
Почетком 1998. године, Дејан Папић, који се у то време бавио рачунарским програмирањем, превео је књигу Терија Прачета Боја магије како би својој супрузи омогућио да исту прочита на српском језику. Међутим, када је покушао да купи права за књигу, сазнао је да то не може учинити као појединац, већ да му је за то потребна издавачка кућа. Убрзо након тога, априла 1998. године, Папић је основао издавачку кућу под називом Лагуна. Будући да су прве године рада биле обележене бомбардовањем и кризом у друштву, као и недостатком новца, тако је и издавачка продукција расла малим корацима. Прве године објављена је само једна књига, друге три, треће четири. Током 2000. године Лагуна је почела да објављује и друге познате светске писце. Тако је и продукција почела да расте из године у годину, да би достигла бројку од 350 наслова у једној календарској години, чиме се сврстала у ред најпродуктивнијих издавача у Европи.

## Аутори и издања
Прва Лагунина издања су биле књиге једног од најпопуларнијих енглеских писаца — Терија Прачета. Данас се међу страним ауторима које ова издавачка кућа објављује налазе имена многих светских класика (Шекспир, Гете, Гогољ, Чехов, Кафка, Пруст, Музил) и познатих савремених светских писаца, највише енглеског, шпанског, немачког, француског и руског језичког израза: нобеловци Марио Варгас Љоса, Херта Милер, Жозе Сарамаго, Гинтер Грас, Тони Морисон, Чеслав Милош, Мо Јен, Светлана Алексијевич, затим Џорџ Елиот, Макс Фриш, Марк Алданов, Силвија Плат, Агата Кристи, Хенри Милер, Ханс Фалада, Џон Чивер, Брет Истон Елис, Џорџ Сондерс, Амин Малуф, Ана Марија Матуте, Тони Парсонс, Роберто Болањо, Маргарет Атвуд, Мартин Валзер, Бил Брајсон, Халед Хосеини, Виктор Пељевин, Лусинда Рајли и други.
Од домаћих писаца, Лагуна је објавила дела многих класика српске књижевности и савремених аутора, међу којима су Вук Караџић, Стеван Сремац, Борисав Станковић, Бранислав Нушић, Иво Андрић, Милош Црњански, Слободан Селенић, Борислав Пекић, Светлана Велмар-Јанковић, Добрица Ћосић, Мирослав Антић, Ђорђе Лебовић, Живојин Павловић, Душан Радовић, Драгослав Михаиловић, Душан Ковачевић, Љубивоје Ршумовић, Филип Давид, Драган Великић, Радослав Петковић, Светислав Басара, Горан Петровић, Владан Матијевић, Јовица Аћин, Горан Гоцић, Љубица Арсић, Вуле Журић, Ивана Димић, Владимир Кецмановић, Владимир Арсенијевић, Радмила Лазић, Никола Маловић, Иван Ивањи, Игор Маројевић, Мирјана Новаковић, Урош Петровић, Дејан Стојиљковић, Слободан Владушић, Марко Видојковић, Владимир Табашевић и други.
Поред домаће и стране белетристике у свим жанровима, објављује и антологије прича домаћих и страних писаца, есеје, аутобиографије, путописе, књиге за децу, сликовнице, лексиконе и енциклопедије, историјске и музичке монографије, куваре, књиге из области популарне науке, филозофије, психологије, митологије и уметности.

## Пословање
За више информација, погледајте чланак Делфи књижаре
Прва књижара је отворена 2009. године у Београду, у Македонској улици, а исте године и у улици Краља Милана 48, у здању београдског Студентског културног центра (СКЦ). Убрзо је покренут и ланац књижара Делфи, сестринске фирме коју је Лагуна основала користећи своје, тада десетогодишње издавачко искуство, и угледајући се на најбоље светске примере и праксе. Данас ланац Делфи броји укупно 45 књижара.
Поред пласмана књига на тржишту Србије, Лагуна је присутна и у Црној Гори, где активно раде четири клуба читалаца, као и у Босни и Херцеговини, у којој Лагуна има осам клубова читалаца. Постепеним ширењем, данас клуб Лагуниних читалаца броји преко 600 хиљада чланова распоређених у 60 читалачких клубова у 29 градова у Србији (Београд, Лазаревац, Смедерево, Нови Сад, Ниш, Крагујевац, Зрењанин, Горњи Милановац, Јагодина, Краљево, Лесковац, Панчево, Пожаревац, Лебане, Сремска Митровица, Суботица, Ваљево, Вршац, Зајечар, Чачак, Шабац, Крушевац и Ужице) и региону (Бијељина, Бања Лука, Сарајево, Тузла, Никшић, Подгорица).
Два пута годишње, у јуну и децембру, Лагуна организује популарну манифестацију Ноћ књиге, када својим читаоцима нуди не само своја, него и издања других издавача уз велике попусте. Прва Ноћ књиге одржана је током 2009. године, и од тада се ова манифестација која промовише читање и књигу, друга по величини после београдског Сајма књига, одржава сваке године широм Србије. Поред ове, Лагуна организује и друге акције којима привлачи нове, али и активира своје постојеће читаоце. Међу њима су и акције Разменимо дарове, када је сваки учесник који је добровољно дао крв добио књигу на поклон; Аутограм за сигурност, током које су прикупљена средства за опремање сензорне собе у школи за децу са посебним потребама „Душан Дугалић”; Да библиотеке поново оживе, у оквиру које је прикупљено преко 15.000 књига за помоћ библиотекама које су претрпеле штету након поплава 2014. године. Лагуна је такође организовала бројне донације књига за школе и друге установе и њихове библиотеке, организовала прикупљање књига за жене у сигурној кући, заједно са Кока колом прикупљала књиге за децу без родитељског старања, а са Еуробанком и Фондацијом Ана и Владе Дивац оформила библиотеке у 27 државних вртића широм Србије.
Настојећи да свет књижевности приближи својим читаоцима, Лагуна редовно организује књижевне вечери у скоро свим градовима Србије, на којима учествују домаћи аутори, а организовала је и гостовања бројних страних аутора, међу којима су Марио Варгас Љоса, Тони Парсонс, Трејси Шевалије, Тарик Али, Херта Милер,Амитав Гош, Вилијем Пол Јанг, Лусинда Рајли, Хавијер Сијера, Мо Хејдер, Пјер Леметр, Хелен ван Ројен, Ђулио Леони, Лука ди Фулвио, Лик Бесон, Хуан Гомес Хурадо, Гај Гавријел Кеј, Наташа Драгнић и други. Такође, Лагунини гости били су и норвешки писац трилера Ју Несбе, као и амерички епски фантастичар Питер В. Брет, који је био њен специјални гост Сајма књига 2018. године.

## Награде
„Лагуна“ је заједно са својим писцима, преводиоцима и другим сарадницима освајала многа престижна признања. Књигама објављеним у „Лагуни“ њени писци освојили су бројне значајне књижевне и преводилачке награде, између осталих:
- Нинова награда за роман године: 
  - Кућа сећања и заборава Филипа Давида 2014.[8]
  - Иследник Драгана Великића 2015.[9]
  - Арзамас Иване Димић 2016.[10] и
  - Заблуда Светог Себастијана Владимира Табашевића 2018.[11]
- Андрићева награда за причу или збирку прича: 
  - Вулету Журићу за збирку Тајна црвеног замка 2015.[12]
  - Владимиру Кецмановићу за причу „Ратне игре“ 2018.[13]
- „Златни сунцокрет“ (Виталова награда): 
  - Светлани Слапшак за роман Равнотежа 2016.[14],
  - Драгану Великићу за роман Иследник 2015.[15]
  - Вулету Журићу за роман Помор и страх 2018.[16]
- „Лаза Костић“: 
  - Николи Маловићу за роман Лутајући Бокељ 2007.[17]
  - Миомиру Петровићу за роман Кућа од соли 2016.[18]
- „Борисав Станковић“:
  - Николи Маловићу за роман Једро наде 2014. [тражи се извор]
  - Душану Ковачевићу за целокупно дело 2017.[19]
- „Исидора Секулић“: 
  - Ђорђу Милосављевићу за роман Ђаво и мала госпођа 2009.[20]
  - Светиславу Басари за роман Анђео атентата 2015.[21]
- „Бранко Ћопић“:
  - Љубивоју Ршумовићу за Сунчање на месечини 2009.[22]
  - Николи Маловићу за роман Једро наде 2014,[23]
  - Горану Милашиновићу за роман Случај Винча 2018.[24]
- „Стеван Сремац“:
  - Вулету Журићу за роман Недеља пацова 2010.[25],
  - Љубици Арсић за роман Рајска врата 2015.[26]
  - Крсти Поповском за роман Ина 2017.[27]
- „Биљана Јовановић“:
  - Слободану Тишми за роман Quattro Stagioni 2009.[28]
  - Светиславу Басари за роман Анђео атентата 2015.[29]
  - Мирјани Митровић за роман Хелена или о немиру 2017.[30]
- „Григорије Божовић“:
  - Драгославу Михаиловићу за приповетку Четрдесет и три године 2016.[31]
- Награда „Рамонда сербика“ Књижевне колоније Сићево:
  - Драгославу Михаиловићу 2017. године за целокупно књижевно дело и значајан допринос књижевности и култури.[32]
  - Владану Матијевићу 2019. године за целокупно књижевно дело и значајан допринос књижевности и култури.[33]
- „Кочићево перо“:
  - Драгану Великићу за роман Иследник 2015.[34]
  - владики Григорију Дурићу за збирку прича Преко прага 2017.[35]
- „Милош Црњански“:
  - Дејану Стојиљковићу за роман Константиново раскршће 2009.[36]
- „Јанко Веселиновић“:
  - Слободану Владушићу за роман Велики Јуриш за 2018. годину.[37]
- „Меша Селимовић“, коју додељују „Вечерње новости“:
  - Слободану Владушићу за роман Ми, избрисани 2013.[38]
- Регионална награда „Меша Селимовић“:
  - Мирјани Ђурђевић за роман Каја, Београд и добри Американац 2010.[39]
  - Филипу Давиду за роман Кућа сећања и заборава 2014.[40]
- Његошева награда:
  - Јовици Аћину за роман Сродници 2019. године.[41]
- Велика награда „Иво Андрић“ Андрићевог института у Андрићграду:
  - Владимиру Кецмановићу за роман Осама 2016.[42]
  - Горану Петровићу 2019. за животно дело.[43]
- Награда „Мирко Ковач“ на „Данима Мирка Ковача“ у Ровињу, Хрватска:
  - Светиславу Басари за 2017. годину за књигу есеја Пушачи црвеног бана.[44]
- Награда „Виленица“ Друштва словеначких писаца:
  - Драгану Великићу за животно дело 2019.[45]

Поред књижевника, награђивани су и преводиоци који су своје преводе објављивали у „Лагуни“: Ана М. Јовановић освојила је награду „Љубиша Рајић“ за превод романа Жабе кинеског нобеловца Мо Јена, Ана Кузмановић Јовановић награду „Радоје Татић“ за превод Сарамаговог романа Сва имена, док је награда „Др Јован Максимовић“ припала Дејану Михаиловићу за превод романа Самоубиство Марка Алданова.
„Лагуна“ је и вишеструки добитник награде Златни Хит либер за најчитанију књигу, а двоструки је добитник и ФОНКУР-ове награде за издавача године. Међу осталима се издвајају међународна награда за слободу и журнализам, награда Липље Бањалучког сајма књига за савремену књижевност награда новинара за најпрофесионалнији однос са медијима 2011, 2012, 2015. и 2018. године, награда Библиотеке града Београда „Григорије Возаревић“ за најбољег издавача за 2010. годину, као и за најчитанију књигу 2008, 2009, 2012, 2013, 2014. и 2018. На Сајму књига у Београду 2016. године проглашена је за издавача године, а више пута на Сајму књига у Београду за издавача године по оцени новинара. У пролеће 2016. на Међународном сајму књига у Лондону, „Лагуна“ се поред једног француског и једног америчког издавача нашла у најужем избору за издавача године у свету.
Најзад, по избору компаније Ernst&Young, награда за предузетника године у Србији за 2018. годину, која се организује већ седми пут, припала је Дејану Папићу, оснивачу и власнику „Лагуне“.

## Мала Лагуна
Мала Лагуна је део Лагуниног издаваштва који обухвата издања за децу и младе. Прва издања почела су 2002. године, а годишње ову ознаку понесе око 70 наслова. У Малој Лагуни објављени су радови значајних српских писаца за децу и младе као што су Мирослав Антић, Градимир Стојковић, Љубивоје Ршумовић, Влада Стојиљковић, Урош Петровић, Игор Коларов, Бранко Стевановић, Владислава Војновић, Гордана Малетић, Роберт Такарич, Весна Ћоровић Бутрић, Весна Видојевић Гајовић, Зоран Пеневски и други. Такође, Мала Лагуна објављује илустроване књиге, па су ту и многи значајни српски илустратори: Душан Петричић, Душан Павлић,   Марина Веселиновић, Александар Золотић, Немања Ристић, Тихомир Челановић, Марица Кицушић, Милица Раденковић, Коста Миловановић и други.
Издања Мале Лагуне освојила су бројна признања:
- Књижевна награда „Политикиног Забавника”:
  - Стефан Тићми за роман Ја сам Акико (2018)[56]
- Награда Змајевих дечјих игара „Раде Обреновић”:
  - Зоран Пеневски за роман Сара и јануар за две девојчице (2018)[57]
  - Урош Петровић за роман Деца Бестрагије (2013)[58]
  - Урош Петровић за роман Пети лептир (2007)
- Награда „Невен”:
  - Милица Раденковић за илустрацију књиге Измислица Весне Ћоровић Бутрић
  - Урош Петровић за роман Караван чудеса (2016)[59]
  - Светислав Пауновић, Игор Коларов и Бранко Стевановић у категорији популарна наука за књигу Урнебесна физика (2015)

## Лагуна Букмаркер
Издавачка кућа Лагуна 2017. године покренула је и свој онлајн магазин Букмаркер — Ваш читалачки универзум. Магазин објављује занимљивости о објављеним насловима, приказе књига, најлепших књижара и литерарних кафеа у свету, такође и интервјуе са светским и домаћим ауторима, текстове о читалачким навикама, родитељству и васпитању деце. Букмаркер има образовани видео и текстуални садржај и годишње објави више од 1.000 садржаја.

## Галерија
- Делфи књижара Борислав Пекић — споља
- Делфи књижара Борислав Пекић — унутра
- Делфи књижара Борислав Пекић — унутра
- Делфи књижара Борислав Пекић — унутра
- Делфи књижара Борислав Пекић — унутра
- Делфи књижара Борислав Пекић — унутра
- Делфи књижара Борислав Пекић — унутра
- Делфи књижара Борислав Пекић — унутра
- Лагунин клуб читалаца BIG fashion  — споља
- Лагунин клуб читалаца BIG fashion  — унутра
- Лагунин клуб читалаца BIG fashion  — унутра
- Лагунин клуб читалаца BIG fashion  — унутра
- Лагунин клуб читалаца BIG fashion  — унутра
- Лагунин клуб читалаца BIG fashion  — унутра
- Лагунин клуб читалаца BIG fashion  — унутра
- Лагунин клуб читалаца BIG fashion  — унутра